# Lestes nodalis
Lestes nodalis – gatunek ważki z rodziny pałątkowatych (Lestidae).